# Heteropoda altithorax
Heteropoda altithorax là một loài nhện trong họ Sparassidae.
Loài này thuộc chi Heteropoda. Heteropoda altithorax được Embrik Strand miêu tả năm 1907.